# 法昆多·卡布拉爾
法昆多·卡布拉爾（西班牙語：Facundo Cabral，1937年5月22日—2011年7月9日）是著名阿根廷民謠歌手和作曲家。
在危地馬拉首都前往機場途中遭槍擊掃射身亡。
他最有名的作曲是《我不屬於這裡，也不屬於那裡》（西班牙語：No soy de aquí ni soy de allá）

## 外部連結
- 反戰反獨裁 拉美傳奇歌手遇襲亡